# 제주 사계리 용머리해안
제주 사계리 용머리해안(濟州 沙溪里 龍머리海岸, 영어: Yongmeori Beach)은 바닷속 세 개의 화구에서 분출된 화산쇄설물이 쌓여 만들어진 하이드로볼케이노(hydrovolcano)의 암석해안으로, 성산일출봉, 수월봉과 달리 화구가 이동하며 생성된 지형적 가치가 크다. 제주도에서 가장 오래된 수성화산이며, 해안의 절벽은 오랜 기간 퇴적과 침식에 의해 마치 용의 머리처럼 보이는 경관적 가치도 있다.